# 賈維榘
賈維榘（1906年12月11日—1994年5月24日），號漁川。察哈爾省蔚縣人。民國37年（1948年）在察哈爾省選區當選第一屆立法委員

## 生平[1][2]
- 國立北京大學經濟系畢業
- 察哈爾省立宣化工業職業學校教員
- 教育部戰區中小學教師
- 第六服務團團務委員
- 中央陸軍軍官學校第七分校政治教官
- 中央組織部幹事
- 中國國民黨察哈爾省黨部委員兼書記長兼代主任委員
- 三民主義青年團察哈爾省支團幹事
- 教育部熱察綏青年復學就業輔導處主任
- 黨團合併察哈爾省黨部委員